# Peter Zahn (Mathematiker)

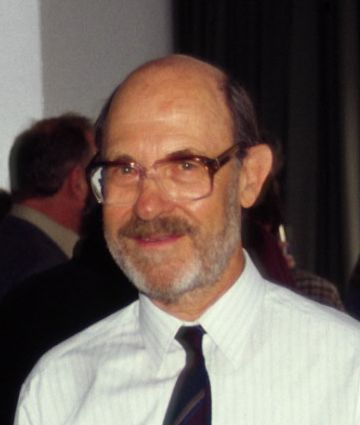
Peter Zahn,
TH Darmstadt, 1995

Peter Zahn (* 4. Juni 1930 in Leipzig) ist ein deutscher Mathematiker und Logiker und pensionierter Professor am Fachbereich Mathematik der Technischen Universität Darmstadt.

## Leben
Nach seinem Abitur am Leibniz-Gymnasium 1948 machte Peter Zahn zunächst eine landwirtschaftliche Lehre, die er 1950 mit der Gesellenprüfung abschloss. Nach zwei Jahren Arbeit im Angestelltenverhältnis nahm er zum Sommersemester 1952 ein Lehramtsstudium am Pädagogischen Institut Schwäbisch Gmünd auf.
Nach einem Semester wechselte er an die Universität Tübingen mit den Fächern Mathematik, Biologie und Philosophie und schloss 1959 sein Studium ab, mit dem Ersten Staatsexamen für das Lehramt an Gymnasien. Nach seiner Referendariatszeit in Tübingen, die er 1961 mit dem Zweiten Staatsexamen abschloss, war er fünf Jahre lang Gymnasiallehrer in Spaichingen.
In dieser Zeit promovierte er bei Kurt Schütte und Hellmuth Kneser an der Eberhard Karls Universität Tübingen und schloss 1965 mit der Dissertation Eine Einführung der reellen Zahlen im Rahmen der operativen Logik ohne die Unterscheidung von Sprachschichten seine Promotion ab.
Von 1966 bis 1971 unterrichtete Peter Zahn an der Staatlichen Ingenieurschule Meschede hauptsächlich Mathematik, gab aber auch Seminare in Philosophie und Musik.
1971 wurde er als Hochschullehrer an der TH-Darmstadt eingestellt. Mit seiner im Jahre 1972 veröffentlichten Schrift Die Folgebeziehung in Halbformalismen wurde er 1973 in Darmstadt habilitiert. Die Referenten waren Detlef Laugwitz, Paul Lorenzen und Kurt Schütte. Danach wurde er zum Privatdozenten ernannt. 1989 wurde er an der TU Darmstadt zum apl. Professor ernannt. 1995 wurde er pensioniert.

## Wirken
Das besondere wissenschaftliche Interesse Peter Zahns gilt den Grundlagen und der Philosophie der Logik und Mathematik, insbesondere dem methodischen Konstruktivismus. Mit Paul Lorenzen stand er dabei in einem jahrzehntelangen, meist brieflichem Austausch. Seine Arbeitsgebiete waren unter anderem:
- Schulmathematik und Didaktik.[L 3]
- Konstruktive (prädikative) Begründungen von Teilen der Maßtheorie, Funktionalanalysis und der Nichtstandard-Analysis (also unter Vermeidung anspruchsvoller mengentheoretischer Mittel).[L 4][3][L 5][L 6][L 7]
- Untersuchung des Anfangsproblems zur Begründung der Logik durch Einführung von Behauptungs-Spielen. (Kann man Argumentations-Mittel argumentativ als zuverlässig nachweisen? Ggf. wie?)[L 8][4][L 9]
- (Re-)Konstruktion und logische Behandlung von Sprachen, in denen auch nicht-mathematische Aussagen (Behauptungssätze) vorkommen, später auch von Sprachen höherer Stufen, in denen indexikalische Ausdrücke und Objektvariable (im Sinne von W. v. O. Quine) vorkommen, und in denen neben der Einsetzungs- auch die Gegenstandsquantifikation ausführbar ist.[L 10]

Seit seiner Pensionierung sind seine Vorträge beim Ernst-Schröder-Zentrum, der philosophischen Teerunde an der TU Darmstadt, sowie beim Darmstädter Ontologenkreis stets gut besucht und diskutiert.

## Trivia
In seiner Zeit an der Staatlichen Ingenieurschule Meschede spielte Peter Zahn zusammen mit Studenten in einer Jazzband, zuerst Klarinette, später Saxophon. In den letzten Jahren illustrierte er mehrere Kinderbücher seiner Frau Ingeborg Zahn.

## Schriften
1. ↑  Peter Zahn: Eine Einführung der reellen Zahlen in der operativen Mathematik ohne die Unterscheidung von Sprachschichten. In: Mathematischen Seminar Giessen (Hrsg.): Mitteilungen aus dem Mathematischen Seminar Giessen. Nr. 72. Verl. des Math. Seminars, Gießen 1967.
2. ↑  Peter Zahn: Die Folgebeziehung in Halbformalismen. Habilitationsschrift (132 Seiten). In: TH-Darmstadt, Fachbereich Mathematik (Hrsg.): Preprint. Band 27. Darmstadt 1972.
3. ↑  Peter Zahn: Beweisen im Mathematikunterricht. Wissenschaftliche Buchgesellschaft, Darmstadt 1978, ISBN 978-3-534-07721-2 (Buch, 233 Seiten).
4. ↑  Peter Zahn: Ein konstruktiver Weg zur Maßtheorie und Funktionalanalysis. Wissenschaftliche Buchgesellschaft, Darmstadt 1978, ISBN 978-3-534-07767-0 (Buch, 350 Seiten).
5. ↑  Peter Zahn: A predicative approach to nonstandard mathematics. In: Zeitschr. f. Math. Logik und Grundlagen der Math. Band 33, 1987, S. 85–98, doi:10.1002/malq.1987033011 (englisch).
6. ↑  Peter Zahn: Supplements to the article: A predicative approach to nonstandard
mathematics. In: Zeitschr. f. Math. Logik und Grundlagen der Math. 1989.
7. ↑  Peter Zahn: A Nonstandard Delta Function in a Predicative Theory. In: Mathematical Logik Quarterly. Band 41, 1995, S. 257–260 (englisch).
8. ↑  Peter Zahn: Ein argumentativer Weg zur Logik. Buch, 212 Seiten. Wissenschaftliche Buchgesellschaft, Darmstadt 1982, ISBN 978-3-534-08751-8.
9. ↑  Peter Zahn: Gedanken zur pragmatischen Begründung von Logik und Mathematik. In: Herbert Stachowiak (Hrsg.): Pragmatik IV. Meiner, 1992, ISBN 3-7873-0660-9.
10. ↑  Peter Zahn: A normative model of classical reasoning in higher order languages. In: Synthese. Band 148, 2006, S. 309–343 (englisch).
11. ↑  Peter Zahn: Ontologie und Semiotik. (PDF) 9. Oktober 2013, ehemals im Original (nicht mehr online verfügbar); abgerufen am 10. Juni 2014. (Seite nicht mehr abrufbar. Suche in Webarchiven)